# Elezione del Presidente della Camera del 1963 (seconda)
La seconda elezione del presidente della Camera del 1963 per la IV legislatura della Repubblica Italiana si è svolta il 26 giugno 1963.
Il presidente della Camera uscente, dimessosi in quanto incaricato dal presidente della Repubblica a formare un nuovo governo di profilo istituzionale, è Giovanni Leone. Presidente provvisorio è Brunetto Bucciarelli-Ducci, poi sostituito da Paolo Rossi.
Presidente della Camera dei deputati, eletto al I scrutinio, è Brunetto Bucciarelli-Ducci.

## L'elezione

### Preferenze per Brunetto Bucciarelli-Ducci
| Scrutinio | Voti | Percentuale |
| --------- | ---- | ----------- |
| I         | 546  | 93%         |

## 26 giugno 1963

### I scrutinio
Per la nomina è richiesta la maggioranza assoluta dei votanti.
| Dati votazione | Dati votazione |                | Nome                       | Nome | Voti |
| -------------- | -------------- | -------------- | -------------------------- | ---- | ---- |
| Presenti       | 587            |                | Brunetto Bucciarelli-Ducci | 546  |      |
| Votanti        | 587            |                | Guido Gonella              | 6    |      |
| Astenuti       | 0              |                | Voti dispersi              | 3    |      |
| Maggioranza    | 294            | Schede bianche | 31                         |      |      |
|                |                | Schede nulle   | 1                          |      |      |

Risulta eletto: Brunetto Bucciarelli-Ducci (DC)